# Norbert Eder
Norbert Eder (Bibergau, 1955. november 7. – 2019. november 2.) világbajnoki ezüstérmes nyugatnémet válogatott német labdarúgó, hátvéd, edző.

## Pályafutása

### Klubcsapatban
1963-ban a VfR Bibergau csapatában kezdte a labdarúgást. 1973-tól az 1. FC Nürnberg korosztályos együttesében játszott. A következő évben mutatkozott be az akkor másodosztályú első csapatban. 1978-ban sikerült a nürnbergi csapatnak az élvonalba jutnia, de a következő idényben ismét kiesett. Ezekben az években többnyire a középpályásként szerepelt. 1984-ben a Bayern Münchenhez szerződött, ahol két bajnoki címet és egy nyugatnémet kupa-győzelmet szerzett a csapattal. Tagja volt az 1986–87-es BEK döntős együttesnek, amely 2–1-re kikapott az FC Porto-tól Bécsben. Összesen 286 élvonalbeli Bundesliga mérkőzésen szerepelt és 11 gólt szerzett. Az 1988–89-es idényben a svájci FC Zürich játékosa volt, majd visszavonult az aktív labdarúgástól.

### A válogatottban
1975–1978 között 15 alkalommal szerepelt a nyugatnémet amatőr válogatottban és két gólt szerzett. 1980-ban egyszeres B-válogatott volt. 1986-ban kilenc alkalommal szerepelt a nyugatnémet válogatottban. 1986. május 11-én debütált a Jugoszlávia elleni barátságos mérkőzésen Bochumban, ahol 1–1-es döntetlen született . Tagja volt az 1986-os világbajnoki ezüstérmes csapatnak Mexikóban, ahol minden mérkőzésen pályára lépett.

### Edzőként
Visszavonulása után edzőként kezdett el dolgozni. 1992–2008 között különböző amatőr csapatoknál tevékenykedett Bajorországban. (DJK Rosenheim, FC Garmisch-Partenkirchen, TSV 1860 Rosenheim, TuS Holzkirchen).

## Sikerei, díjai
NSZK
- Világbajnokság
  - ezüstérmes: 1986, Mexikó

 1. FC Nürnberg
- Nyugatnémet bajnokság (2. Bundesliga)
  - bajnok: 1979–80
- Nyugatnémet kupa (DFB Pokal)
  - döntős: 1982

 FC Bayern München
- Nyugatnémet bajnokság (Bundesliga)
  - bajnok: 1984–85, 1986–87
- Nyugatnémet kupa (DFB-Pokal)
  - győztes: 1986
  - döntős: 1985
- Bajnokcsapatok Európa-kupája (BEK)
  - döntős: 1986–87